# In equilibrio (album Ilaria Porceddu)
In equilibrio è il secondo album studio della cantante italiana Ilaria Porceddu, il primo che la vede in veste di cantautrice.
Il disco è stato anticipato dal singolo Libera, da cui è stato tratto anche un videoclip. Con questa canzone, Ilaria tenta senza esito di essere ammessa alla sezione Giovani 62º Festival di Sanremo. Ci riprova nell'edizione successiva con il brano che dà il titolo all'album, che supera la selezione e si piazza secondo nella manifestazione dietro a Mi servirebbe sapere di Antonio Maggio. L'album debutta alla 69ª posizione della Classifica FIMI Album, per poi raggiungere in quella seguente la 48ª posizione. Il 18 maggio 2013 viene comunicato attraverso la sua pagina ufficiale di Facebook che Movidindi sarà il terzo singolo.

## Composizione
Il tema principale del disco è sensazione di sospensione, il sentirsi sempre di passaggio, ma racconta al tempo stesso l'orgoglio del vivere questa vita, la vita che si è scelti per sé. Molte tracce dell'album come In equilibrio, Compro e vendo oro e Luna prendono ispirazione dal film di Federico Fellini La strada. La canzone Riu è cantata completamente in sardo.

## Tracce
1. In equilibrio - 3:34
2. Vendo e compro oro - 2:29
3. Riu - 4:13
4. Ubaldo e Loredana - 2:09
5. Mai mai - 4:02
6. Movidindi - 3:09
7. Il mare è famoso - 2:56
8. Libera - 3:19
9. Luna - 3:36
10. Vola via - 5:50

## Classifiche
| Classifica (2013) | Posizione massima |
| ----------------- | ----------------- |
| Italia            | 48                |